# غارفيلد: ذيل القطتين الصغيرتين
غارفيلد: ذيل القطتين الصغيرتين (بالإنجليزية: Garfield: A Tail of Two Kitties)‏ فيلم مغامرات وكوميديا أمريكي في عام 2006 ، من إخراج تيم هيل وتأليف جويل كوهين وأليك سوكولوف. إنه تكملة لفيلم غارفيلد على أساس الشريط الذي يحمل نفس الاسم لجيم ديفيس.

## روابط خارجية
- غارفيلد: ذيل القطتين الصغيرتين على موقع IMDb (الإنجليزية)
- غارفيلد: ذيل القطتين الصغيرتين على موقع ميتاكريتيك (الإنجليزية)
- غارفيلد: ذيل القطتين الصغيرتين على موقع روتن توميتوز (الإنجليزية)
- غارفيلد: ذيل القطتين الصغيرتين على موقع نتفليكس (الإنجليزية)
- غارفيلد: ذيل القطتين الصغيرتين على موقع ألو سيني (الفرنسية)
- غارفيلد: ذيل القطتين الصغيرتين على موقع Turner Classic Movies (الإنجليزية)
- غارفيلد: ذيل القطتين الصغيرتين على موقع أول موفي (الإنجليزية)
- غارفيلد: ذيل القطتين الصغيرتين على موقع بوكس أوفيس موجو (الإنجليزية)
- غارفيلد: ذيل القطتين الصغيرتين على موقع فيلمافينيتي (الإسبانية)
- غارفيلد: ذيل القطتين الصغيرتين على موقع قاعدة بيانات الأفلام السويدية (السويدية)

- غارفيلد: مقطورة ذيل قططتين في Apple.com (تتطلب مشغل وقت سريع )